# Garten der Unbewusstheit
Garten der Unbewusstheit è il quinto album in studio del gruppo musicale giapponese Corrupted, pubblicato nel 2011 dalla Nostalgia Blackrain.

## Tracce
1. Garten – 28:45
2. Against the Darkest Days – 4:34
3. Gekkou no Daichi – 30:22

## Formazione
- Talbot – chitarra, cimbali
- Mark Y. – chitarra
- Chew Hasegawa – batteria
- Hevi – voce, basso
- Ippei – chitarra acustica